# NGC 6733

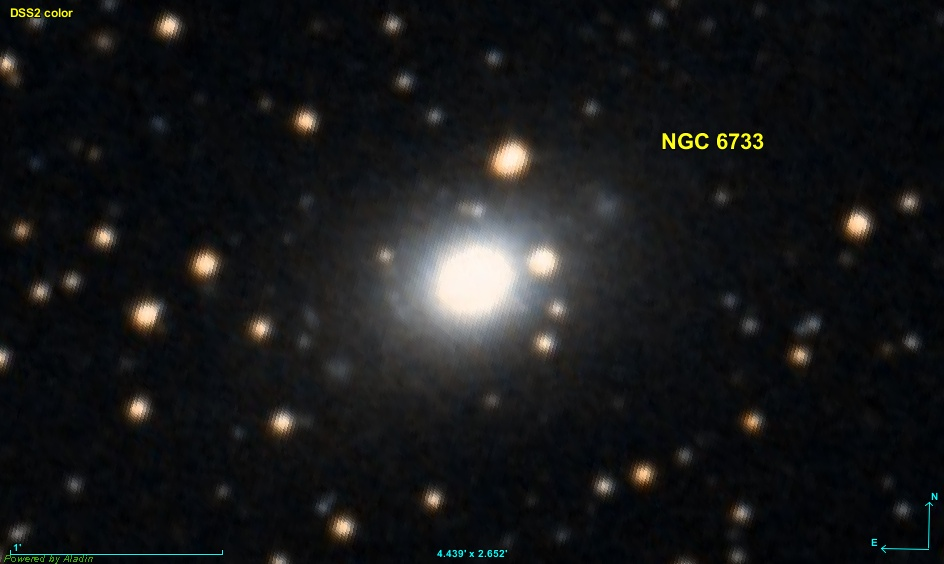
A galáxia lenticular NGC 6733

NGC 6733 é uma galáxia lenticular (SB0) localizada na direcção da constelação de Pavo. Possui uma declinação de -62° 11' 48" e uma ascensão recta de 19 horas, 06 minutos e 10,7 segundos.
A galáxia NGC 6733 foi descoberta em 8 de Agosto de 1834 por John Herschel.